# Сходить місяць (Коти-вояки)
«Сходить місяць» — друга книга другого циклу «Нове пророцтво» серії «Коти-вояки».

## Сюжет
Обрані коти мають повернутися до лісу і передати Кланам повідомлення від Півночі. Але чому Зореклан вказав їм найскладніший шлях додому? Навіщо їм чужі проблеми, коли і власних вистачає по самі вуха? На кожне питання є багато відповідей, але треба обрати правильну, і при цьому зберегти відданість рідним Кланам, одне одному і зоряним предкам.

## Критика і продажу
Книга отримав в основному позитивні відгуки від критиків. Саллі Естес, пишучи для Booklis, похвалила книгу за її «закінчення, яке залишить читачів в очікуванні наступної книги», а також за підозрілу можливість знищення лісу. Рецензент Horn Book Review дав позитивний відгук, високо оцінюючи сюжет, персонажів і лист. Рецензент заявив «Гантер успішно вплітає характер, сюжет і хороше написання в іншу читану історію».
Хіларі Вільямсон, пишучи для BookLoons, дала книзі позитивний відгук, назвавши її «захоплюючою» і «захоплюючим епосом». Рецензент Kirkus Reviews розкритикував роман за буденне написання, легко плутаються імена і використання слів «нявкання» замість «сказав». Рецензент зазначив, що сюжет «затьмарений тієї ж коштовністю свого попередника», але похвалив сюжет за його «підвищену складність» і напружений написання, написавши, що «невеликий поворот сюжету освіжає, а невизначеність поступово наближається до фінальної партії».